# Crnča (Ljubovija)
Crnča (Servisch cyrillisch Црнча) is een plaats in de Servische gemeente Ljubovija. De plaats telt 1213 inwoners (2002).